# Eleccions a governador de Tòquio de 2011
Les eleccions a governador de Tòquio de 2011 es van celebrar el 10 d'abril de 2011 per a elegir al Governador de Tòquio
El guanyador amb un 43,4 percent dels vots emessos va ser Shintaro Ishihara, governador reelegit des de 1999 i independent però amb el suport del Partit Liberal Democràtic i el Kōmeitō.

## Antecedents
Les eleccions es van enmarcar dins de les 17é eleccions locals unificades, només un mes després del terratrèmol i tsunami del Japó del 2011 i de l'accident nuclear de Fukushima I, catàstrofes que ocurriren durant el primer dia de campanya. El fins aleshores governador, Shintaro Ishihara, qui havia anunciat que no es presentaria a la reelecció, va entrar en campanya després del desastre amb una plataforma de suport a les zones afectades i per la presentació de la candidatura de Tòquio als Jocs Olímpics d'Estiu de 2020. Per altra banda, el fins llavors governador de la prefectura de Kanagawa, Shigefumi Matsuzawa, el qual havia sigut qualificat com un competidor important al càrrec es retirà de les eleccions el 15 de març donant el seu suport a Ishihara, declarant que en un moment d'emergència com aquell, tota la gent ha d'estar fent costat al govern per a solucionar la desfeta. Ishihara va continuar liderant les enquestes, tot i les seues declaracions on assegurava que el terratrèmol va ser "un càstic diví" per "l'egoisme" de la societat japonesa. La seua posterior victòria es pot explicar en que va fer una campanya centrada en el solucionament dels diversos problemes generats per la catàstrofe, com beure aigua de Tòquio per demostrar que no hi havia risc de contaminació nuclear.
Des de les eleccions a governador de Tòquio de 1999, Shintaro Ishihara havia vingut sent elegit successivament com a Governador de Tòquio presentant-se com a independent però amb el suport del liberaldemòcrates i els demobudistes, però aquestes serien les seues darreres eleccions.

## Dades

### Personalitats anunciadores
La comissió electoral va triar a les següents personalitats per anunciar les eleccions:
- AKB48 (Grup): Els membres del grup van fer una sèrie d'anuncis que animaven a la participació amb els lemes Tôhyô FOR Tokyo (Vota per Tòquio) i Senkyo ni ikô! (Anem a les eleccions!).[4]

## Resultats
| Partit                                       | Candidat                     | Vots      | %     |
| -------------------------------------------- | ---------------------------- | --------- | ----- |
| Independent (Amb el suport del PLD, Kōmeitō) | Shintaro Ishihara            | 2.615.120 | 43,4% |
| Independent                                  | Hideo Higashikokubaru        | 1.690.669 | 28,1% |
| Independent (Amb el suport del PD)           | Miki Watanabe                | 1.013.132 | 16,8% |
| Partit Comunista del Japó                    | Akira Koike                  | 623.913   | 10,4% |
| Independent                                  | Yoshirô Nakamatsu            | 48.672    | 0,8%  |
| Independent                                  | Yujirō Taniyama              | 10.300    | 0,2%  |
| Independent                                  | Keiko Furukawa               | 6.389     | 0,1%  |
| Independent                                  | Ken Sugita                   | 5.475     | 0,1%  |
| Partit del Somriure                          | Mac Akasaka                  | 4.598     | 0,1%  |
| Partit de la Restauració de Tòquio           | Osamu Ogami                  | 3.793     | 0,1%  |
| Partit del Desarmament Nuclear i la Pau      | Kenji Himeji                 | 3.278     | 0,1%  |
| Total (participació: 57,8 %)                 | Total (participació: 57,8 %) | 6.072.604 | 57,8% |